# شبكة ناسا لمراقبة الفضاء العميق
شبكة ناسا لمراقبة الفضاء العميق ويرمز أحيانًا لها بـ (DSN) هي شبكة عالمية مزودة بهوائيات ضخمة ومرافق اتصال متوزعة حول ثلاثة أماكن في العالم، الأولى في كاليفورنيا بالولايات المتحدة والثانية في مدريد بإسبانيا والثالثة في كانبرا بأستراليا، والهدف الأساسي من نظام مراقبة الفضاء العميق هو متابعة نتائج وصور وتحليلات جميع المسابير الفضائية المرسلة للكواكب التابعة للنظام الشمسي متبعةً علم الفلك الراديوي. ونظام مراقبة الفضاء العميق هو جزء من مختبر الدفع النفاث (JPL) التابع لناسا. والجدير بالذكر أن ناسا ليست الوحيدة في استخدام نظام مراقبة الفضاء العميق بل هناك أنظمة لمراقبة الفضاء العميق تُدار من أوروبا و‌روسيا و‌الصين و‌الهند.

## معلومات عامة

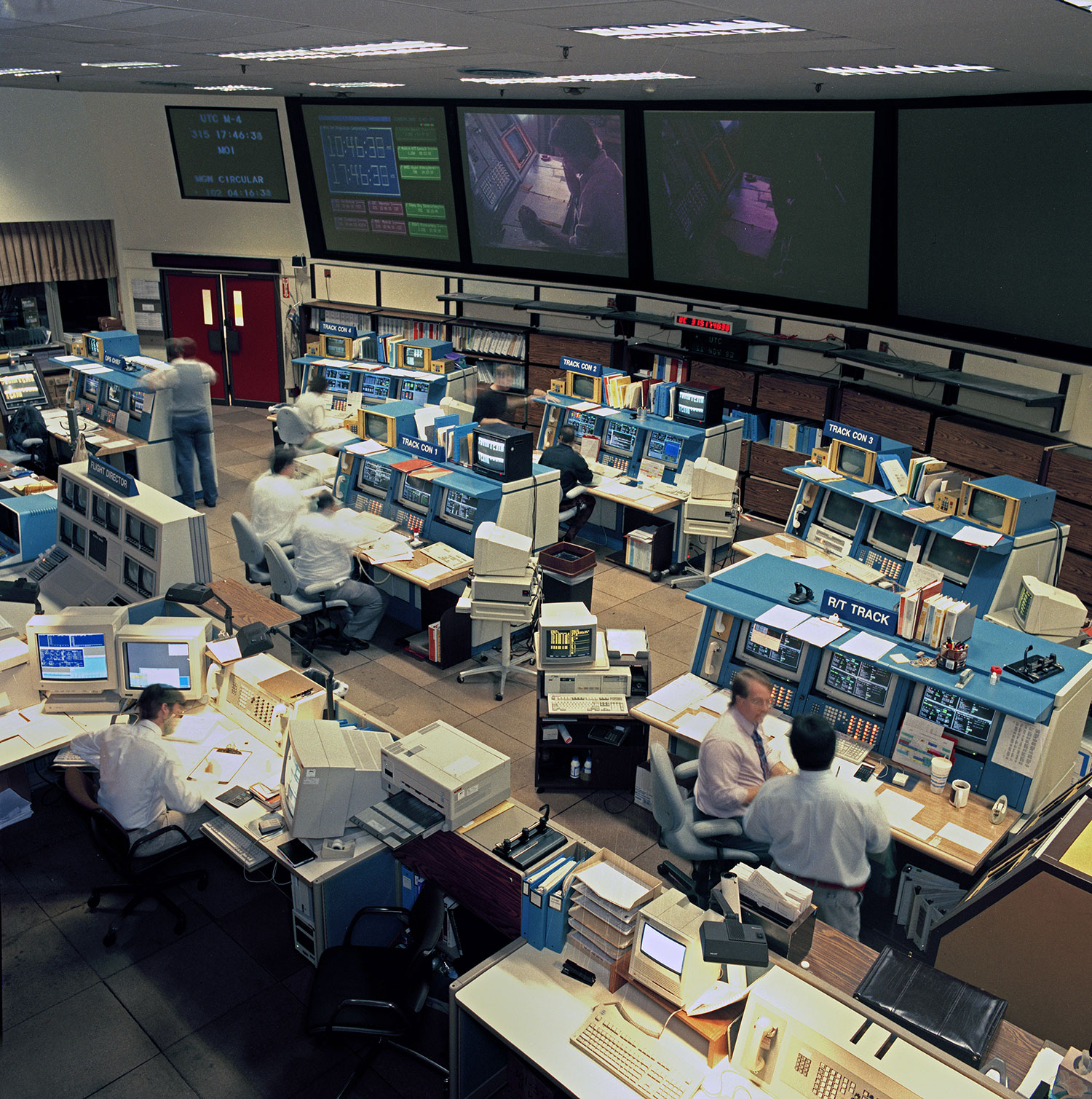
غرفة العمليات الخاصة بمراقبة الفضاء العميق في مختبر الدفع النفاث

شبكة ناسا لمراقبة الفضاء العميق تتكون من ثلاث مرافق اتصالات موزعة في أنحاء العالم الفرق بين كل مرفق والآخر ما يقارب من 120 درجة عن بعضها البعض مما يساعد في جمع المعلومات الواردة عن المسابير الفضائية طوال اليوم بدون انقطاع هذه المراكز هي:
- مركز غولدستون لمراقبة الفضاء العميق وهو واقع بالقرب من بارستو ، كاليفورنيا في الولايات المتحدة وإحداثياته (35°25′36″N 116°53′24″W / 35.42667°N 116.89000°W).
- مركز مدريد لمراقبة الفضاء العميق ويبعد 60 كيلا غربي مدريد وإحداثياته (40°25′53″N 4°14′53″W / 40.43139°N 4.24806°W),
- مركز كانبرا لمراقبة الفضاء العميق يختصر أحيانا بـ (CDSCC) ويقع في إقليم العاصمة الأسترالية ويبعد 40 كيلًا جنوب غربي كانبرا في إستراليا بالقرب من محمية تيدبينبيلا (Tidbinbilla Nature Reserve) وإحداثياته (35°24′05″S 148°58′54″E / 35.40139°S 148.98167°E)

المرافق الثلاثة تتميز بكونها تقع في مناطق شبه جبلية تحيط بها الجبال من كل أطرافها والسبب في ذلك محاولة تقليل تداخل موجات الراديو الأخرى القادمة من الجوالات والبث الإذاعي وغيره.